# Crépon
Crépon é uma comuna francesa na região administrativa da Normandia, no departamento de Calvados. Estende-se por uma área de 5,42 km². Em 2010 a comuna tinha 215 habitantes (densidade: 39,7 hab./km²).